# عبد الصمد رفيق
عبد الصمد رفيق؛ مواليد 8 أبريل 1982 في خريبكة، المغرب، هو لاعب كرة قدم مغربي يلعب للمغرب التطواني كلاعب وسط.

## الجوائز والإنجازات

### الإنجازات مع النادي أو المنتخب
| النادي أو المنتخب       | البطولة   | مرات الفوز | الأعوام أو المواسم |
| ----------------------- | --------- | ---------- | ------------------ |
| منتخب المغرب لكرة القدم | كأس العرب | 1          | 2012               |
| أولمبيك خريبكة          | كأس العرش | 1          | 2006               |

## وصلات خارجية
- عبد الصمد رفيق على موقع قاعدة بيانات كرة القدم.إي يو (الإنجليزية)
- عبد الصمد رفيق على موقع ناشيونال فوتبول تيمز (الإنجليزية)

جرد لأهداف اللاعب من موقع كوورة